# 荣巷街道
荣巷街道，是中华人民共和国江苏省无锡市滨湖区下辖的一个乡镇级行政单位。

## 行政区划
荣巷街道下辖以下地区：
荣巷社区、太康社区、梅园社区、青龙山社区、勤新社区、桃源社区、龙山社区、梁溪社区和新峰社区。